# 성음악기
주식회사 성음악기(CRAFTER)는 1972년 4월 현 박현권 회장에 의해서 창업된 대한민국의 통기타 제소 회사이다. 현재 양주시 회정동에 본사를 두고 있고 미국에서도 악기를 생산하고 있으며 40여개국에 자사상표를 등록완료하여 판매망을 구축하고 있다. 'CRAFTER'라는 브랜드 이름은 해외 시장에서 한계가 있는 '성음'이란 브랜드 이름 대신 외국에서 쉽게 기억되고 좋은 이미지를 구현하기 위해 1986년에 개발되었으며 국내외 많은 아티스트들을 위한 커스텀 모델들을 생산하고 있다.

## 기타
현재 생산하고 있는 (주)성음악기(CRAFTER) 기타들의 종류는 수백가지에 이른다. ADMIRE Series부터 시작해서 AMAZE, ARISTO,TRV, SJ, SS 등 수십여가지의 시리즈가 존재하고 각 시리즈의 목재의 등급 및 기타의 특징에 따라 PLUS, PREMIUM, PRESTIGE등의 접미사가 붙는다. 그리고 기타 바디 모양에 따른 분류를 하게 되면 KD-10,June, DR, DX Series, Liberty등이 MD Jumbo 드레드넷 바디를 이용하고 Jewerly, Academy, Omega등이 T Small Jumbo 드레드넛 바디, Gloria, Platinum, KGAE, Stage 등이 GAE Jumbo 컷어웨이 바디, Romance, Noble, Admire등이 AE Jumbo 컷 어웨이 바디, Sure, More, Lexus, Fate 등은 DS Jumbo 컷어웨이 바디, Amaze는 SL Small Jumbo 컷어웨이 바디를 사용한다.

## 아티스트
국내외에 크래프터(CRAFTER)의 커스템 모델들을 아티스트들이 많이 있다. 크래프터(CRAFTER)를 사용하는 한국의 아티스트로는 백두산의 유현상과 지현우가 있으며 지현우는 FPK_ROSE 모델을 사용하고 있다. 아이유 또한 데뷔 직후부터 크래프터의 커스텀 모델을 사용하고있다. 외국의 아티스트로는 B.Z.N, Status Quo, Beto Guedes, Alice Cooper Band, Whiskey Fails, Jason Krause, Joey&Robert(Warrant), Laurent Roubach, Loro Jones, Magrao, Flavio Lemos, Leonardo Amuedo, Midge Ure, Adrian Schackmann, Claudio Venturine, J.R. Ruiz 등이 있다.

## 연혁
- 1972년 회사설립
- 1978년 양주시로 본사 이전
- 1986년 브랜드 개발(CRAFTER)
- 1992년 품질보증 <Q마크>획득
- 1996년 내무부 장관 표창
- 1996년 통상산업부 장관 표창
- 1997년 경기도 <유망중소기업> 지정
- 1997년 중소기업은행 <유망중소기업> 지정
- 1997년 한국 수출보험공사 <유망중소기업> 지정
- 1999년 재정경제부 장관 표창
- 1999년 기업은행 <기은 패밀리 기업 우량기업> 선정
- 2004년 미국 지사 CRAFTER USA INC. 설립
- 2007년 딜러그룹인 미국 펌(FURMM)으로부터 최고의 서비스 상 수상
- 2008년 전 세계 40개국에 자사상표 등록완료 및 판매망 구축
- 2009년 양주시 회정동에 본사 확장 이전
- 2010년 2010 Honored Supplier Award수상(iMSO)